# سامي النجعي
سامي خليل النجعي (مواليد 7 فبراير 1997) هو لاعب كرة قدم سعودي يلعب حاليًا في نادي النصر. ومع المنتخب السعودي الأول.

## مسيرة اللاعب
- لعب في نادي النصر في الفئات السنية وصعد للفريق الأول في عام 2016، وأعير إلى نادي القادسية مطلع عام 2019.
- أعير إلى نادي ضمك في صيف 2019 .وبعدها انتهت اعارته من نادي ضمك انضم مره أخرى إلى نادي النصر.
- اختير ضمن تشكيلة المنتخب السعودي الأول في كأس العالم 2022 في قطر.[2]

## بطولاته
نادي النصر السعودي
- دوري المحترفين السعودي:
  - البطل (1): 2019.
- كأس السوبر السعودي:
  - البطل (2): 2019، 2020
- كأس العرب للأندية الأبطال:
  - البطل (1):  2023

## وصلات خارجية
- سامي النجعي على موقع إي إس بي إن إف سي (الإنجليزية)
- سامي النجعي على موقع ناشيونال فوتبول تيمز (الإنجليزية)
- سامي النجعي على موقع Soccerway.com (الإنجليزية)
- سامي النجعي على موقع عالم كرة القدم.نت (الإنجليزية)
- سامي النجعي على موقع أوليمبيديا (الإنجليزية)